# Paolo Sandro Molinaro
Paolo Sandro Molinaro (Udine, 12 agosto 1945) è un politico italiano.
Fondatore e titolare dal 1975 dell'agenzia di marketing e comunicazione Aipem con sede a Udine.